# Villes de la Somme
La désignation « villes de la Somme » est le nom donné, au XVe siècle, aux places fortes défendant le cours de la Somme qui étaient, de fait, la  frontière nord du royaume de France depuis le traité d'Arras de 1435. Cependant, certaines de ces places fortes avaient déjà été remises, dès 1418, à Philippe le Bon, futur duc de Bourgogne, en garantie de la dot de son épouse Michelle de France, fille du roi Charles VI, et confirmées à ce même Philippe, devenu duc de Bourgogne, après le traité de Troyes du 21 mai 1420.

## Importance stratégique
Ces places fortes revêtaient une position stratégique essentielle, car situées dans le nord de la France et au sud des Pays-Bas bourguignons ; elles représentaient une ligne de défense — ou d'attaque — naturelle pour celle des deux entités politiques, France ou État bourguignon, les possédant. Ces villes étaient de l'amont vers l'aval : 
- Saint-Quentin,
- Ham (non-incluse dans le traité d'Arras de 1435),
- Péronne,
- Bray-sur-Somme (non-incluse dans le traité d'Arras de 1435),
- Corbie,
- Amiens,
- Picquigny,
- Abbeville,
- Le Crotoy,
- Saint-Valery-sur-Somme;

auxquelles il convient d'ajouter: 
- Roye,
- Montdidier,
- Doullens,
- Saint-Riquier,
- Rue,
- Montreuil-sur-Mer[1].

Crèvecœur-sur-l'Escaut et Mortagne-du-Nord, incluses dans le traité d'Arras de 1435, ne sont pas situées sur la Somme ou à proximité : elles sont situées aujourd’hui dans le département du Nord,.
| \| Mortagne-du-Nord Montreuil-sur-Mer Rue Crèvecœur-sur-l'Escaut Doullens Saint-Riquier Saint-Quentin Ham Péronne Roye Montdidier Bray Corbie Amiens Picquigny Abbeville Le Crotoy Saint-Valery \| Les villes de la Somme du Traité d'Arras (1435) ; en italiques les villes non-incluses dans le traité |
| Mortagne-du-Nord Montreuil-sur-Mer Rue Crèvecœur-sur-l'Escaut Doullens Saint-Riquier Saint-Quentin Ham Péronne Roye Montdidier Bray Corbie Amiens Picquigny Abbeville Le Crotoy Saint-Valery |

## Histoire
En 1418, lors de l'arrivée au pouvoir en France du parti bourguignon, les châtellenies de Péronne, Montdidier et Roye sont cédées au duc de Bourgogne Philippe le Bon comme garantie pour le paiement de la dot de Michelle de France qu'il avait épousée en 1409. Après la mort de celle-ci — sans enfant encore vivant — en 1422, Philippe ne restitue pas ces châtellenies, et obtient, un an plus tard, confirmation de leur possession au nom du roi Henri VI d'Angleterre.
Lors de la réconciliation franco-bourguignonne en 1435, à titre de réparation pour l'assassinat de Montereau, cette cession au duc de Bourgogne est confirmée, avec les autres villes de la Somme, par Charles VII au traité d'Arras. Néanmoins, le traité d’Arras comporte une clause de rachat possible des villes par le roi de France. 
En septembre 1463, Louis XI use de cette clause de rachat pour 400 000 écus d'or, à la grande fureur de Charles, comte du Charolais, fils du duc de Bourgogne : c'est le point de départ de la guerre du Bien public. 
Pour mettre fin à cette guerre, Louis XI rend les villes à la Bourgogne en 1465 par le traité de Conflans, et en 1468 Charles le Téméraire impose à Louis XI l'abandon définitif de ces villes lors de l'entrevue de Péronne. 
Louis XI reprend néanmoins Amiens en 1471 mais promet de rendre les villes d'Amiens, de Saint-Quentin, Roye et Montdidier ; l'année suivante au traité du Crotoy qui reste sans effet, puis les recouvre enfin définitivement en 1477, après la mort de Charles le Téméraire.
Cependant, ce n'est qu'en 1529, à la Paix des Dames, que Charles Quint, le petit-fils de Marie de Bourgogne — la fille de Charles le Téméraire — et l'héritier de ce qui avait été l'État bourguignon, renonce officiellement aux « villes de la Somme ».
Par la Paix des Pyrénées de 1659, l'Espagne accorde l'Artois à la France, les villes de la Somme perdent ainsi leur rôle stratégique de villes frontières.